# Гарбата
Гарбата — оповідання Леся Мартовича.
Час написання — осінь 1904 р. Вперше опубліковане в березні 1905 р. в газеті «Свобода» (№ 11 і 12). Потім увійшло до збірки «Стрибожий дарунок і інші оповідання» (1905), за якою подається тут.
Оповідання присвячене знайомій автора Марії Стрільбицькій, у домі якої в селі Кам'яноброді (тепер Яворівського району на Львівщині) він не раз бував.